# Crotalaria rufocaulis
Crotalaria rufocaulis är en ärtväxtart som beskrevs av Alexander Gilli. Crotalaria rufocaulis ingår i släktet sunnhampor, och familjen ärtväxter. IUCN kategoriserar arten globalt som livskraftig. Inga underarter finns listade i Catalogue of Life.